# Pristobunus acuminatus
Pristobunus acuminatus är en spindeldjursart. Pristobunus acuminatus ingår i släktet Pristobunus och familjen Triaenonychidae.

## Underarter
Arten delas in i följande underarter:
- P. a. acantheis
- P. a. acuminatus
- P. a. hamiltoni
- P. a. tragulus